# Rudolf Grohotolsky
Rudolf Grohotolsky (* 9. August 1922 in Tobaj, Bezirk Güssing, Burgenland; † 16. August 2013) war ein österreichischer Politiker (ÖVP) und Bezirkshauptmann von Jennersdorf. Weiters war er Abgeordneter zum Burgenländischen Landtag, 3. Landtagspräsident (Österreich) und Landeshauptmann-Stellvertreter in der Burgenländischen Landesregierung.

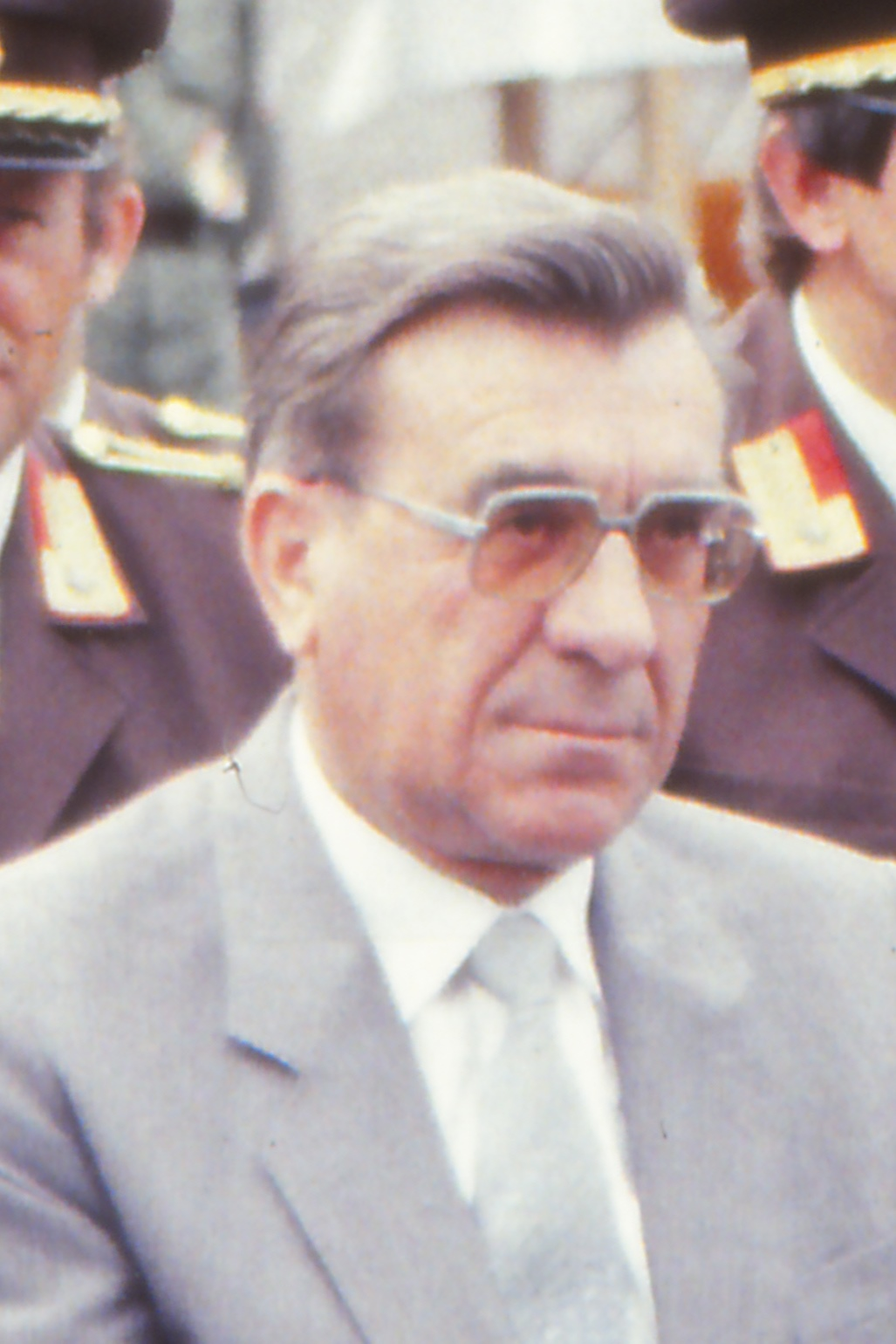
Rudolf Grohotolsky

## Leben

### Ausbildung und Beruf
Grohotolsky wurde als Sohn des Landwirts Franz Grohotolsky aus Tobaj geboren. Er besuchte die Volksschule in Tobaj und im Anschluss die Hauptschule in Güssing. Danach wechselte er an die Handelsschule nach Wien und absolvierte die Handelsakademie in Graz, wobei er 1941 die Kriegsmatura ablegte Grohotolsky studierte zunächst an der Universität Wien, musste jedoch während des Zweiten Weltkriegs zwischen 1941 und 1945 in der Wehrmacht dienen. Nach dem Ende des Krieges setzte Grohotolsky ab 1945 sein Studium fort, wobei er Staats- und Rechtswissenschaften an der Universität Graz studierte. Er promovierte 1948 zum Dr.rer.pol und 1950 zum Dr. jur. Ab 1948 war er im Dienst des Landes Burgenland tätig, wobei er in der Gewerbeabteilung der Landesregierung beschäftigt war. 1949 wurde er zum Bezirkshauptmann-Stellvertreter befördert, zwischen 1958 und 1961 war er Bezirkshauptmann der Bezirkshauptmannschaft Jennersdorf. Grohotolsky wurde 1957 zum Landesregierungsrat, 1960 zum Oberregierungsrat und 1963 zum wirklichen Hofrat ernannt.

### Politik
Grohotolsky wurde am 11. Juni 1956 als Abgeordneter zum Burgenländischen Landtag angelobt und fungierte zwischen dem 5. Mai 1960 und dem 8. August 1961 als 3. Landtagspräsident. Er war im Anschluss zwischen dem 8. August 1961 und dem 5. Juli 1982 Landesrat in der Burgenländischen Landesregierung und danach zwischen dem 5. Juli 1982 und dem 21. Jänner 1986 Landeshauptmann-Stellvertreter. Daneben war er mehrfach kurzfristig erneut Mitglied des Landtags, wobei er zwischen dem 27. Oktober 1977 und dem 30. Oktober 1978 2. Landtagspräsident war. Innerparteilich fungierte Grohotolsky von 1954 bis 1979 als Bezirksparteiobmann der ÖVP Jennersdorf, war 1963 Landesparteiorganisationsreferent und von 1982 bis 1985 Landesparteiobmann der ÖVP Burgenland. Er engagierte sich im Österreichischen Wirtschaftsbund und hatte ab 1. Februar 1964 die Funktion des Landesgruppenobmann-Stellvertreters inne. Zudem war Grohotolsky Kammerrat der Burgenländischen Handelskammer und Sektionsobmann der Sektion Handel.

## Auszeichnungen
- 1969: Großes Goldenes Ehrenzeichen für Verdienste um die Republik Österreich[2]
- 1985: Großes Goldenes Ehrenzeichen mit dem Stern für Verdienste um die Republik Österreich[2]